# Bánh hỏi

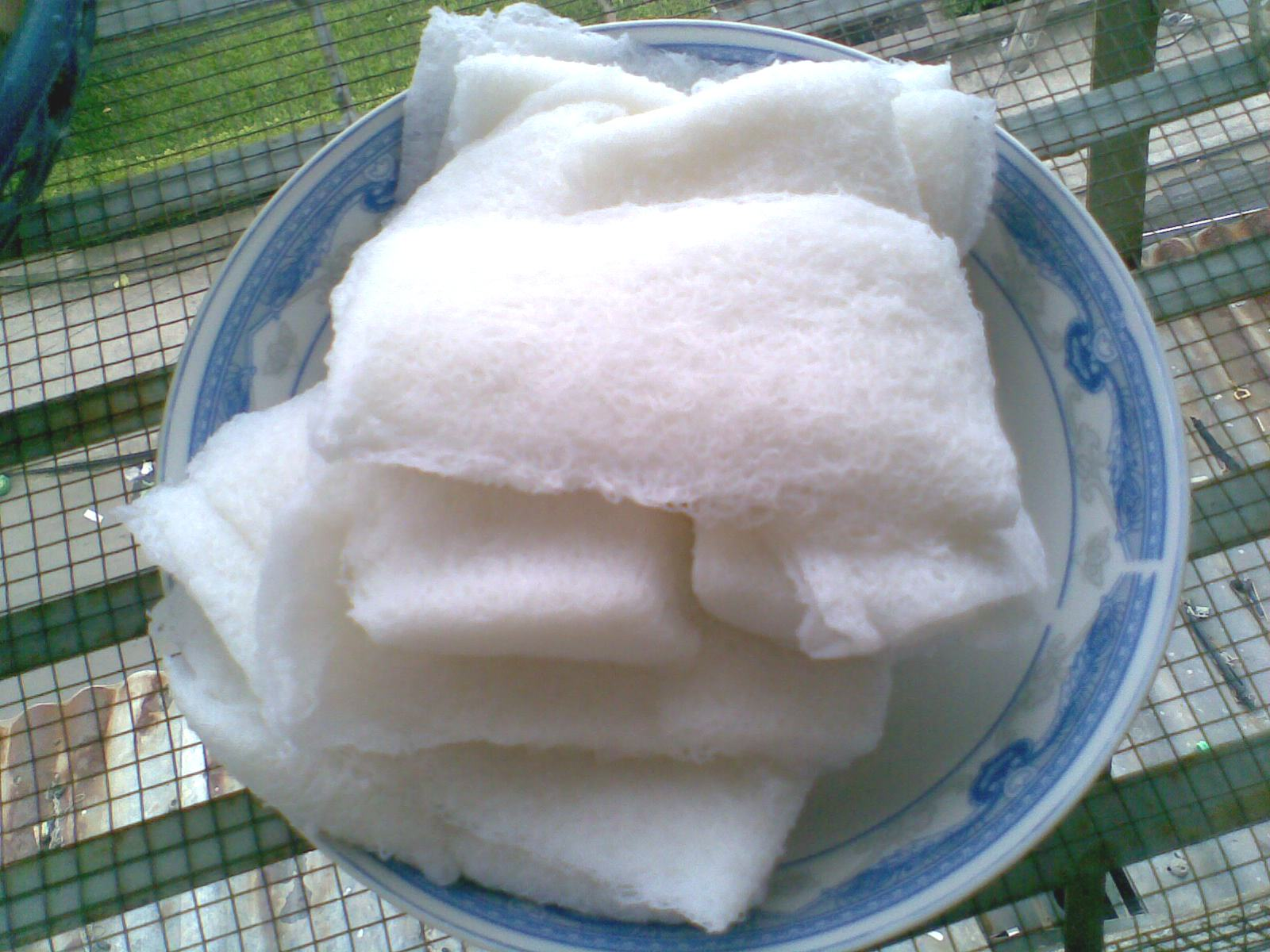
Một đĩa bánh hỏi

Bánh hỏi là một món ăn đặc sản có rất nhiều ở Bình Thuận, Vũng Tàu, Bến Tre, Phú Yên, Nha Trang, Bình Định của Việt Nam. Bánh được làm từ bột gạo và có quy trình chế biến công phu, tỉ mỉ. Bánh hỏi thường ăn chung với mỡ hành, thịt quay, thịt nướng, lòng heo... đây là món ăn không thể thiếu trong những dịp lễ, cúng giỗ, cưới hỏi, lễ cúng ở đình, chùa của người dân và là một nét văn hóa ẩm thực của địa phương.

## Nguyên liệu
Để làm được bánh hỏi, cần có những nguyên liệu cơ bản như: gạo, nước lọc.

## Dụng cụ
Dụng cụ cơ bản để chế biến bánh hỏi là khuôn. Khuôn bánh hỏi là khối ống bằng đồng hay inox, đường kính khoảng nhỏ khoảng bảy, tám phân, to thì khoảng 20 cm, chiều cao khoảng 50 cm. Phần miệng ống hơi loe để tựa vào bàn gỗ. Đáy ống có một rá dày chừng vài ly, có nhiều lỗ nhỏ, vừa cỡ kim may luồn qua được. Bánh hỏi ngon hay không phụ thuộc nhiều vào khuôn bánh to hay nhỏ. Lỗ nhỏ quá, bột không qua, lỗ lớn quá sợi bánh sẽ lớn ăn không ngon.

## Quy trình chế biến
Phương pháp chế biến gồm các bước trình tự sau:
- Gạo vo kỹ, ngâm nước một đêm (khoảng 10-12 giờ), rồi vớt ra xay nhuyễn bằng cối đá (hoặc xay bằng máy xay bột)và tiếp tục rọng bột qua 1 đêm.
- Pha bột với nước thành một hỗn hợp sền sệt được cho vào nồi, khấy đều bằng máy cho đến khi bột đặc lại rồi mới lấy ra tạo thành cây bột dài bằng với đường kính của khuôn.
- Dùng khuôn ép thành bánh. Các khối bột đã nhào nặn sẵn, người ta bỏ vào khuôn, dùng máy thủy lực ép cho bột chảy ra. Cần một người dùng tay hứng bánh chảy ra từ khuôn bánh, sau đó cho vào tấm vỉ, đưa vào nồi hấp cách thủy một lần nữa mới đem ra.
- Cho ra một sản phẩm hoàn chỉnh

## Cách thưởng thức
Bánh hỏi khi dùng thường thêm chút dầu lạc cùng với lá hẹ thái nhỏ li ti thoa lên miếng bánh để thêm hương vị. Bánh hỏi thường chỉ ăn với lá hẹ, không dùng cho các thứ bánh khác do lá hẹ rất xanh, hương thơm nhẹ. Lá hẹ sau khi thái nhỏ, được xào qua dầu ăn cho thơm. Hương vị chính của món bánh hỏi là do lá hẹ khử dầu tạo nên.

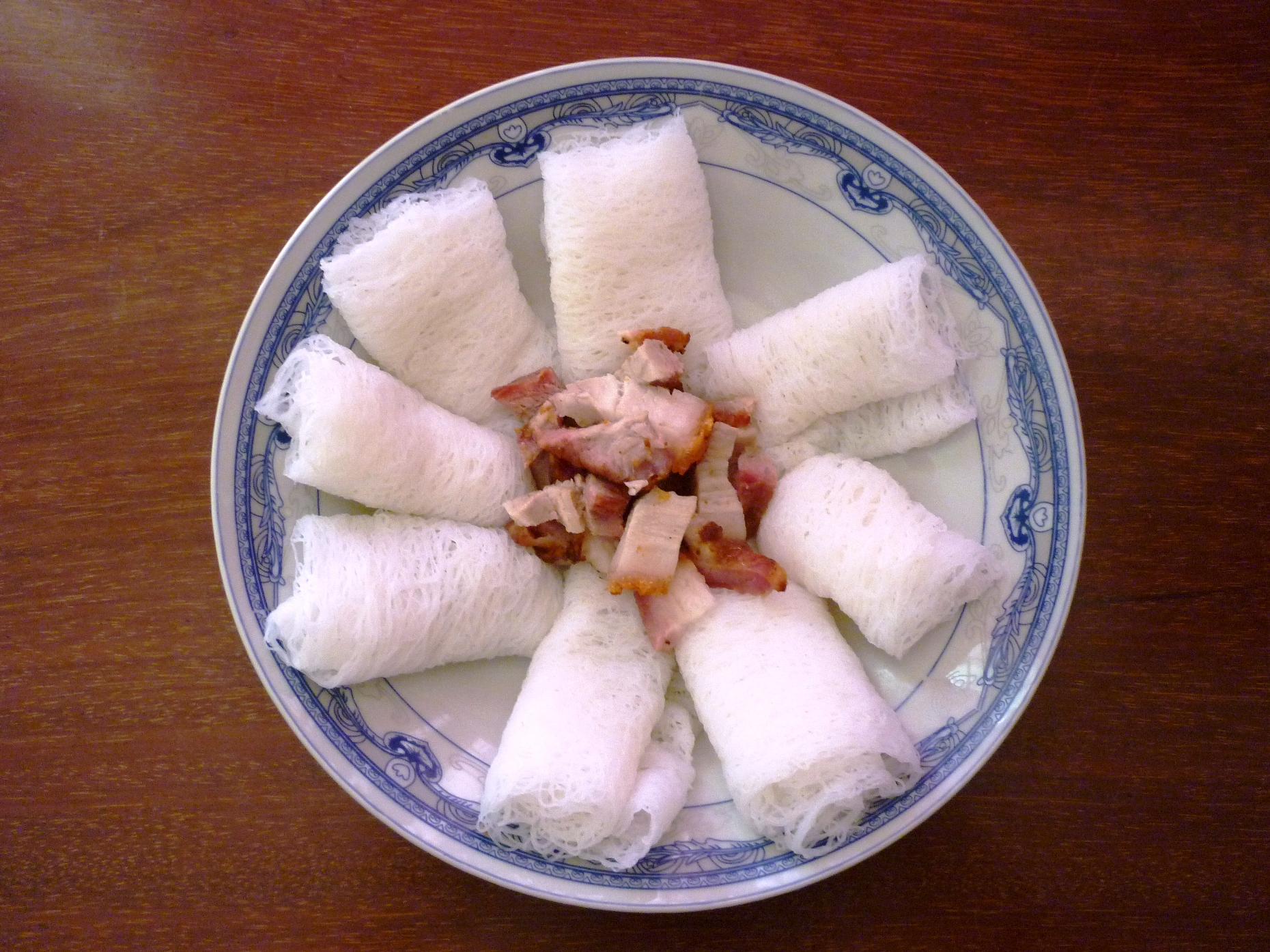
Bánh hỏi không hành

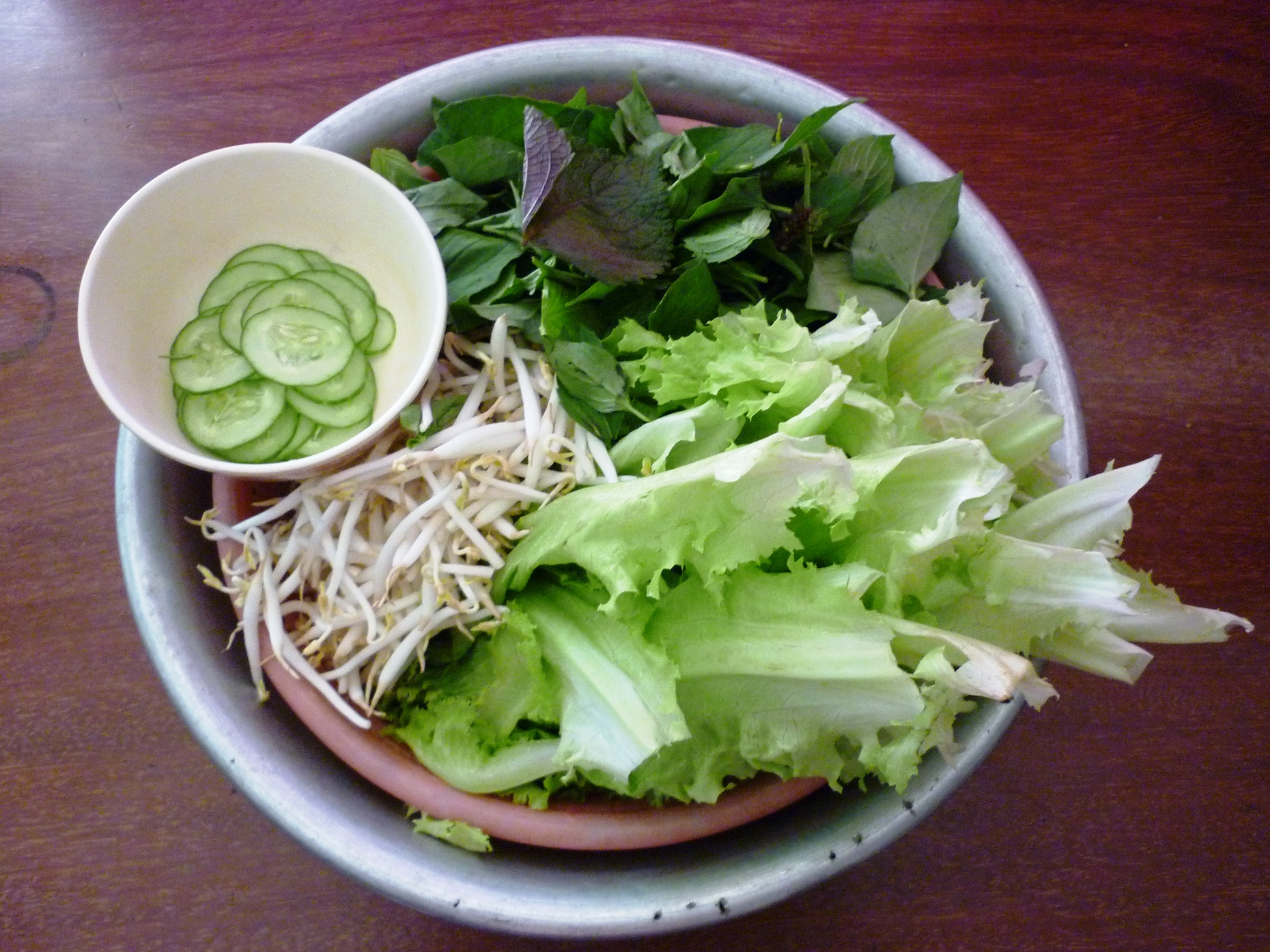
Rau sống dùng ăn với bánh hỏi

## Bảo quản
Bánh hỏi bảo quản bằng cách xếp vào giỏ tre có lót lá chuối nhưng không đậy kín bằng bịch nilon. Bánh hỏi ăn kèm được với nhiều món. Nếu muốn đơn giản, có thể chan nước mắm chanh ớt hoặc mắm cái. Thông thường thì người ta ăn bánh hỏi kèm thịt heo luộc cuốn bánh tráng với dưa leo thái mỏng. Ngoài ra,còn có thể ăn với chả giò, lòng heo, thịt nướng, chạo tôm.

## Thông tin thêm
Tại Bình Định, Nha Trang có các nhà hàng chuyên phục vụ món bánh hỏi phục vụ hơn 10 món như: bánh hỏi chả giò, bánh hỏi lòng heo, bánh hỏi thịt nướng, bánh hỏi chạo tôm, bánh hỏi tôm càng, bánh hỏi thịt bò nướng, bánh hỏi bò lụi, bánh hỏi gà lụi...
Tại Bình Định, Nha Trang có các vùng làm bánh hỏi chuyên nghiệp như huyện Tây Sơn, An Nhơn, Diên Khánh, Cam Ranh một ngày có thể tiêu thụ cả tấn bánh hỏi.
Người Bình Định có câu:
"Mưa lâm râm ướt dầm lá hẹ
Em thương một người có mẹ không cha
Bánh xèo bánh đúc có hành hoa
Bánh hỏi thiếu hẹ như đám ma không kèn".